# Fettelite
La fettelite è un minerale.

## Etimologia
Il nome del minerale è in onore del geologo tedesco M. Fettel (1943-  ) che per primo ha collezionato gli esemplari